# 캐스무

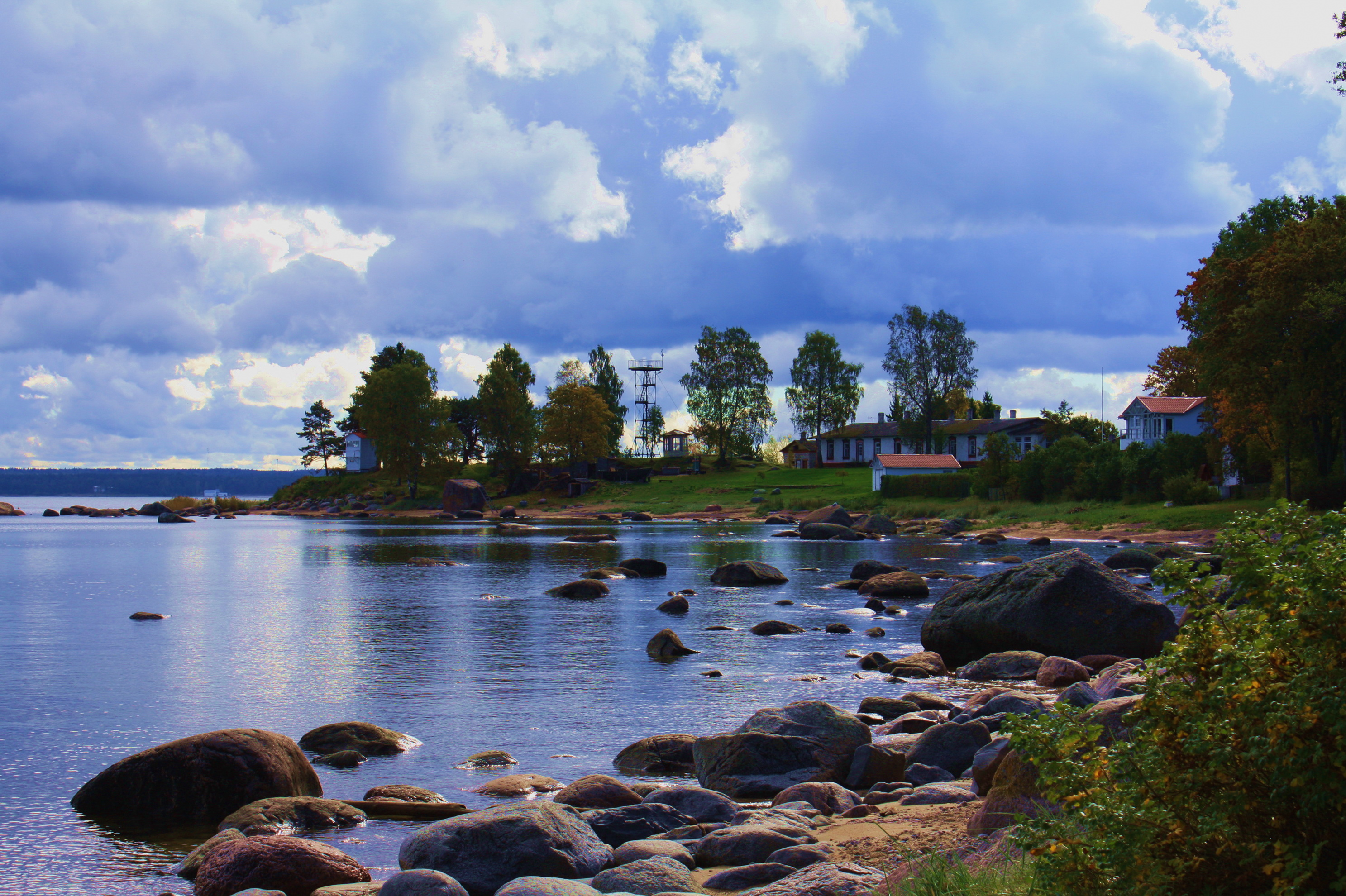
캐스무 해양박물관

캐스무(에스토니아어: Käsmu)는 에스토니아 북부에 위치한 래네비루 주의 마을로 인구는 131명이다. 핀란드만 연안과 접한다.
1453년 문헌에서 "케세모"(Kesemo)라는 이름으로 처음 등장했다. 바다와 접하고 있기 때문에 식량을 구하기에 적합한 장소로 여겨졌다. 주요 생산물로는 청어, 넙치가 있다.